# 陳介祺

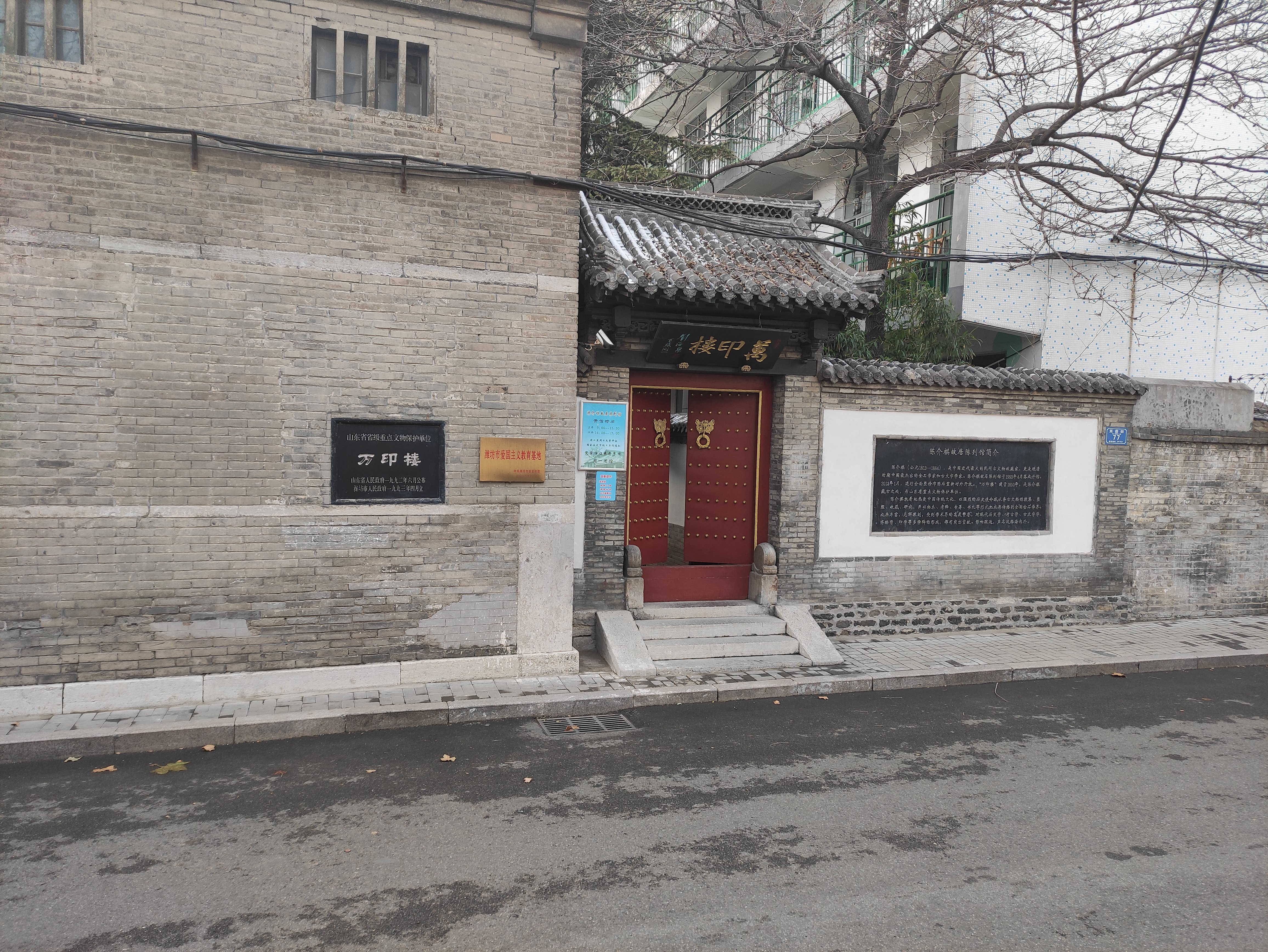
陳介祺故居

陳介祺（1813年—1884年），字壽卿，又字酉生，號伯潛，又号簠斋，山東濰縣（今濰坊）人，清朝官员，进士出身，金石學家。

## 生平
清朝吏部尚書陳官俊之子。自幼勤奮好學，隨父在京求學，“以詩文名天下”。二十歲時與阮元認識。娶名宦李璋煜之女為妻。道光二十五年（1845年）乙巳科進士，授翰林院編修。道光年间，其父屡受夺俸处罚。道光二十九年(1849年)父逝，十月底扶柩归里。咸丰三年（1853年）朝廷又强令介祺代父认捐银四万两。不久棄官歸里。晚年久居潍城，七十二歲以病卒。
精於书画鑑別，室号“晋唐书画馆”。與海豐吴式芬、利津李竹朋、潘祖蔭、吳大澂等有交往，與潘祖蔭號稱“南潘北陳”，曾收藏毛公鼎。
师从道光十三年（1833年）癸巳科进士李恩庆，两人在书画收藏中时有往来。

## 著作
著有《簠齋金石文考釋》一卷、《簠齋尺牘》十二冊、《東武劉氏款識》一卷、《簠齋藏古目》三冊、《傳古別錄》一卷等。